# Шигалі (Урмарський район)
Шигалі́ (рос. Шигали, чув. Шăхаль) — село у складі Урмарського району Чувашії, Росія. Входить до складу Шигалинського сільського поселення.
Населення — 814 осіб (2010; 910 у 2002).
Національний склад:
- чуваші — 98 %